# Pirolizidin
Pirolizidin je heterociklično organsko jedinjenje koje sačinjava centralnu hemijsku strukturu više alkaloida kolektivno poznatih kao pirolizidinski alkaloidi.
On je hepatotoksin.